# Siennica (powiat nowodworski)
Siennica – wieś sołecka w Polsce położona w województwie mazowieckim, w powiecie nowodworskim, w gminie Nasielsk.
W latach 1975–1998 miejscowość należała administracyjnie do województwa ciechanowskiego.